# HR 244
Désignations
HR 244, également désignée HR 5015, est une étoile de la constellation boréale de Cassiopée. Elle est visible à l'œil nu avec une magnitude apparente de 4,80.

## Environnement stellaire
HR 244 présente une parallaxe annuelle de 52,90 ± 0,10 mas telle que mesurée par le satellite Gaia, ce qui permet d'en déduire qu'elle est distante de 18,90 ± 0,04 pc (∼61,6 al) de la Terre. Elle s'éloigne actuellement du Système solaire à une vitesse radiale de +20,7 km/s, après qu'elle soit passée au plus près il y a environ 546 000 ans, à une distance d'environ 11,6 pc (∼37,8 al). L'étoile possède un mouvement propre relativement élevé, traversant la sphère céleste à une vitese de 0,183 seconde d'arc par an.
Dans le passé, HR 244 a été déterminée comme étant une binaire spectroscopique. Une période orbitale de 128 jours avait même été déterminée. Cependant, une étude de 1987 qui réétudie les données du système l'a rejetée « avec certitude ». Elle est considérée dans les études récentes comme une étoile seule,. Par ailleurs, l'étoile possède plusieurs compagnons recensés dans les catalogues d'étoiles doubles et multiples, mais ils apparaissent tous être purement optiques.

## Propriétés
HR 244 est classée comme une étoile jaune-blanc de la séquence principale de type spectral F9V. Malgré cette classification, des modèles d'évolution suggèrent qu'elle a déjà quitté la séquence principale et qu'elle est désormais une sous-géante. Elle est âgée de 5,3 milliards d'années et elle tourne sur elle-même à une vitesse de rotation projetée de 8 km/s. L'étoile est 1,2 fois plus massive que le Soleil et son rayon est 1,8 fois plus grand que le rayon solaire. Elle est 3,7 fois plus lumineuse que le Soleil et sa température de surface est de 5 986 K.